# Hjärsås
Hjärsås est une localité suédoise située dans la commune d'Östra Göinge en Scanie.
Sa population était de 217 habitants en 2019.